# Barrage de Tabqa
Le barrage de Tabqa (ou barrage de Thawra, en arabe : sudd al-ṯawra, سد الثورة. « barrage de la révolution » ou simplement barrage de l'Euphrate est un barrage de Syrie situé sur l’Euphrate. Prévu pour irriguer 640 000 hectares, divers problèmes n'ont permis d'irriguer que 100 000 à 150 000 hectares.

## Géographie
Le barrage est situé au nord-est de la Syrie, à moins de 4 km au nord-est de la ville de Al-Thawrah (Tabqa), sur la vallée moyenne de l'Euphrate.
Le lac généré par cette retenue est nommé lac al-Assad.

## Histoire
Il a été construit entre mars 1968 et juillet 1973.
Deux documents en français datant de la fin de l’époque de ces travaux apportent nombre d’informations relatives aux conditions et aux éléments liés à la construction du barrage.
Le premier d’entre eux est une synthèse effectuée par un géographe français, spécialiste du Moyen-Orient arabe, peu après la mise en eau du barrage qui indique les différents éléments du projet et les différents projets l’ayant précédé depuis 1927, avant de préciser les données techniques relatives au barrage (barrage-poids comportant une digue de 4 500 m haute de 60 m au-dessus du fleuve situé à cet endroit à 307 m au-dessus du niveau de la mer). Cette digue a une largeur de 512 m à la base et de 19 m à son sommet. L’article indique également les caractéristiques du lac « El-Assad », réservoir de retenue devant couvrir 640 km2 (64 000 ha) sur une longueur de 80 km et les compare avec celles du haut barrage d’Assouan et du lac Nasser. Enfin, une note, située à l’extrême fin de l’article fait mention de différentes contributions (française, suisse, hollandaise, belge) à l’exploration archéologique du site avant la mise en eau du barrage, consécutives à un appel de l’UNESCO.
Le deuxième document est l’œuvre du Dr Afif Bahnassi, alors « Directeur Général des Antiquités et des Musées » de Syrie et spécialiste de l’art islamique. Les informations présentes dans ce document recoupent largement et précisent parfois (distance du barrage par rapport à Alep) celles contenues dans le document précédent. En ce qui concerne les divers monuments et sites objets de travaux avant la mise en eau du barrage, il accorde une importance particulière à la consolidation du site de Qal'at Ja'bar, citadelle du XIe siècle destinée à devenir une île du lac Assad, et au transfert des minarets de Tell Meskene et Tell Abu Hureyra avant de donner des informations très précises sur les fouilles de sauvetage évoquées dans la note du document précédent citée supra. En ce qui concerne les fouilles de sauvetage entreprises, il met en exergue les fouilles effectuées à Tell Mureybet en 1972-1973 « par la mission française conduite par Monsieur J. Caucin » (i.e. Jacques Cauvin (en)) mais ne fait pas mention de celles conduites à la même époque sur le site prénéolithique de Tell Abu Hureyra par une équipe d’archéologues britanniques dont les résultats publiés en 1979 et 1987 dans Scientific American-Pour la Science permettront de reconsidérer profondément les conditions du processus de néolithisation dans la région. 
Un troisième document du géographe et géo-politologue français Georges Mutin, spécialiste des problèmes de l’eau dans le monde arabe, et beaucoup plus récent (2003), replace le barrage de Tabqa dans le contexte général de l’aménagement du bassin de l’Euphrate et du Tigre et des travaux réalisés en ce domaine par la Syrie, la Turquie et l’Irak depuis les années 1960.
Le barrage d'al-Baath en aval du barrage de Tabqa sert à la régularisation du débit du fleuve. Le barrage de Tichrine, plus récent (terminé en 1999), en amont du lac Assad sert essentiellement à la production d'électricité.
Lors de l'offensive de Raqqa, durant la guerre civile syrienne, des combats ont lieu pour le contrôle de ce barrage, qui a un intérêt stratégique. Endommagé lors des combats, le barrage est utilisé comme moyen de pression et outil de propagande par l’État islamique. Son déversoir de trop-plein ne fonctionne plus. Le niveau d'eau ne cesse donc de monter (de 4 cm par jour en début d'avril 2017) et devrait dépasser le sommet du barrage. Cela pourrait endommager l'édifice au point de le voir s'effondrer. Une vague de 50 m de haut déferlerait alors en contrebas, ravageant toute la vallée. La vague atteindrait 12 m à Raqqa, puis 3 m à Boukamal à la frontière irakienne. En Syrie, plus de trois millions de personnes seraient concernées par la catastrophe. Mais ses conséquences s'étendraient jusqu'en Irak, dans la province d'Al-Anbar et dans les villes de Kerbala et Bagdad. Le site archéologique de Babel, en Irak, risque également d'être noyé.
Le barrage est pris par les Forces démocratiques syriennes le 10 mai 2017.

## Dans la littérature
- Antoine Wauters, Mahmoud ou la Montée des eaux, Verdier, 2021[7].

## Documentaires
- Omar Amiralay, Film-essai sur le barrage de l'Euphrate, 1970[7].
- Omar Amiralay, Déluge au pays du Baas, 2003[7].